# Lilly von Schröder
Lilly von Schröder (* 2. Juli 1844 in Lemsal; † 17. Mai 1901 in Wien) war eine deutsche Schriftstellerin.

## Leben
Lilly von Schröders Vater war Eugen Fabian Johann von Fölkersahm, ihre Mutter Maria Constantia von Fölkersahm. Nachdem ihr Vater an türkischen, persischen und polnischen Feldzügen teilgenommen hatte, wurde er 1849 nach Wenden und 1860 als Vizepräsident des baltischen Domänenhofes nach Riga versetzt. An diesen Orten verbrachte Lilly von Schröder ihre Jugendjahre. Sie wurde von Hauslehrern unterrichtet. Im Jahre 1862 heiratete sie Karl Alexander von Vietinghoff (1837–1880), der beim Gericht in Wenden angestellt war, und zog mit ihm 1867 auf das Rittergut Sennen im Kreis Võru. Nach 3 Jahren Aufenthalt in Tübingen und einem Jahr in Stuttgart kehrte sie nach Riga zurück. Nach dem Tode ihres Mannes zog sie nach Dorpat. Hier heiratete sie im Jahre 1891 Leopold von Schroeder, mit dem sie 1894 nach Innsbruck und 1899 nach Wien zog. Hier starb sie im Alter von 56 Jahren.

## Werke (Auswahl)
- Märchen. Karow, Dorpat 1883.
- Neue Märchen. Karow, Dorpat 1883.
- Was die Großmutter erzählte. Bilder und Märchen für die Frauenwelt. von Lilly von Vietinghoff. Schnakenburg, Dorpat 1885.
- Backfischchens Lehr- und Wanderjahre. Union, Stuttgart/Berlin/Leipzig 1904. (Kränzchen-Bibliothek 9)